# Distretto di Botnang
Il distretto di Botnang é un distretto di Stoccarda.